# Комплекс Ибрахим пашине џамије у Прешеву
 Комплекс Ибрахим пашине џамије је османска џамија која се налази у Прешеву. Изграђена је 1805. године и уврштена у списак споменика културе Србије.

## Опште информације
Комплекс џамије налази се у центру Прешева, у најпрометнијем делу, на адреси Улица Рамиза Садикуа 38 у приватној својини. 
Према натпису на мермерној плочи изнад улаза на северној страи, џамија је подигнута 1805. године од стране Ибрахим паше Џинолија који је био пореклом из Скадра,  сина Али паше, службеника Порте у другој половини 18. века у Ћустендилу, а оца Малић паше, погинулог у борби са српским устаницима 1809. године на Чегру код Ниша.
Над правоугаоном основом већих димензија (18,53 x 11,16 m), уздиже се спратна грађевина сведених архитектонских облика, зидана каменом, омалтерисана и окречена, са михрабом и мимбером уз јужни зид, окренутим према Меки. На спрат са галеријом, воде унутрашње дрвене степенице. На западну фасаду ослања се витко, копљасто минаре, подигнуто од камена. Уз јужну фасаду, према улици саграђена је 1878. године камена чесма, са лучном нишом са уклесаним текстом – тарихом. Џамија је више пута обнављана (фасаде и кров). Улазни део дограђен је после Другог светског рата.
У оквру комлекса налазе се текија  гробље, а текија је истовремено и турбе, а саграђена је око 1878. године. Према подацима из 1896. године у попис грађевине у Прешеву уписане су две џамије, па се претпоставља да је ова текија коришћена као џамија. Текија је мањих димензија, скоро квадратне основе са кубетом изнад средишњег дела. Зидана је од камена, омалтерисана и окречена, а уз источни зид у унутрашњости налазе се четири саркофага са дрвеним изрезбареним нишанима, док се на западном зиду налазе дервишки обредни премети.
На мањем гробљу које се налази уз џамију налази се десетак саркофага са нишаном од клесаног белог мермера. Страна саркофага над којим је нишан има текст надвишен флоралним мотивом. Врхови нишана су исклесани у облику турбана.